# Осинский профессионально-педагогический колледж
Осинский профессионально-педагогический колледж (ГБО СПО ОППК) — одно из средних специальных учебных заведений в городе Оса.

## История
20 сентября 1919  – принято решение об открытии педагогических курсов.
1921, декабрь – педагогические курсы преобразованы в педагогический техникум.
1938 – педтехникум преобразован в педагогическое училище.
2009, октябрь – в результате слияния Осинского педагогического училища, профессионального училища № 45 (г. Оса) и профессионального училища № 76 (с. Елово) был образован Осинский профессионально-педагогический колледж.

## Структура колледжа и направления подготовки
Педагогическое отделение (г. Оса), профессиональное отделение (г. Оса) и Еловский филиал.
Колледж осуществляет образовательную деятельность по программам подготовки специалистов среднего звена,  квалифицированных рабочих, служащих, программам профессиональной подготовки и переподготовки по направлениям: "Образование и педагогические науки", "Сервис и туризм", "Юриспруденция", "Экономика и управление", "Техника и технологии наземного транспорта", "Промышленная экология и биотехнологии", "Информатика и вычислительная техника".

## Известные выпускники
- Молодых Валентина Сергеевна, выпуск 1923 — инспектор Министерства Просвещения РСФСР.
- Глазырин Василий Григорьевич, выпуск 1925 — кандидат педагогических наук.
- Двойнишников Михаил Александрович, выпуск 1932 — кандидат исторических наук.
- Мазунин Александр Иванович, выпуск 1942 — кандидат филологических наук.
- Пахомова Майя Федоровна, выпуск 1942 — кандидат филологических наук, заслуженный деятель культуры Карелии, писатель
- Клыкова Елена Михайловна, выпуск 1943 — заслуженный учитель РСФСР.
- Шилов Константин Алексеевич, выпуск 1944 — полковник, писатель-орнитолог.
- Попов Владимир Федорович, выпуск 1946 — доктор исторических наук, профессор
- Каменев Дмитрий Александрович, выпуск 1950 — строитель, затем директор Олимпийского спортивного центра профсоюзов «Крылатское» в Москве

- Муженский Евгений Семёнович, выпуск 1955 — руководитель пресс-центра МВД СССР, помощник Министра внутренних дел в 1978-1992 годах

- Котюрова Мария Павловна, выпуск 1957 — доктор филологических наук, профессор.
- Маматов Ильдар Юнусович, выпуск 1981 — генеральный директор ООО издательство «Маматов», г. Санкт-Петербург.
- Нурисламов Фанис Тимерханович, выпуск 1981 — судья Верховного Суда Башкортостана.
- Рангулова Санифа Шарифовна, выпуск 1981 — заслуженная артистка Татарстана.
- Мухаева Замира Ахнабовна, выпуск 1983 — кандидат филологических наук.
- Батыркаева Татьяна Владимировна, выпуск 1987 — кандидат филологических наук.
- Вяткина Ирина Викторовна, выпуск 1988  — кандидат филологических наук.
- Костарева Наталья Леонидовна, выпуск 1988 — кандидат филологических наук.
- Шеина Марина Борисовна, выпуск 1989 — кандидат педагогических наук.
- Камалов Ренат Рифович, выпуск 1990 — кандидат педагогических наук.

См. также: файлы про ОППК на Викискладе.